# Спиридонов, Валерий Петрович
Валерий Петрович Спиридонов (22 февраля 1952, Таллин — 12 марта 1993, Таллин) — советский борец классического стиля, чемпион (1971) и серебряный призёр (1973-1975) чемпионатов СССР, мастер спорта СССР международного класса (1971). Увлёкся борьбой в 1965 году. В 1966 году выполнил норматив мастера спорта СССР. Участвовал в шести чемпионатах СССР.

## Спортивные результаты
- Классическая борьба на летней Спартакиаде народов СССР 1971 года — ;
- Чемпионат СССР по классической борьбе 1971 года — ;
- Чемпионат СССР по классической борьбе 1973 года — ;
- Чемпионат СССР по классической борьбе 1974 года — ;
- Классическая борьба на летней Спартакиаде народов СССР 1975 года — ;